# Atassut
Atassut (der på dansk betyder "samhørighed" eller mere ordret "bindeledet") er et liberalt grønlandsk parti, der blev stiftet 29. april 1978. Det er søsterparti til det danske parti Venstre og er det grønlandske parti, der er størst tilhænger af at bevare Rigsfællesskabet.
Atassut er et af Grønlands ældste partier og har tidligere sammen med Siumut været et af de to dominerende magtpartier. Siden 1990'erne har det imidlertid oplevet en gradvis tilbagegang og var i 2025 det mindste af de fem partier i Grønlands parlament Inatsisartut.

## Politiske synspunkter
Atassut repræsenterer sammen med Demokraterne højrefløjen i grønlandsk politik. Partiet er et borgerligt, liberalistisk parti med fokus på personlig frihed og økonomisk vækst. Det er et søsterparti til det danske parti Venstre. I spørgsmålet om grønlandsk selvstændighed er Atassut det parti, der fortsat ønsker, at Rigsfællesskabet med Danmark og Færøerne skal bestå, også på lang sigt, selvom partiet ønsker en ændret selvstyrelov.

## Historie
I det første program, som bevægelsen offentliggjorde i januar 1977, hedder det, at samhørigheden med Danmark ”tjener den grønlandske befolkning bedst”. Bevægelsens mål er at ”fremme et grønlandsk hjemmestyre inden for rigsfællesskabet” og ”modarbejde løsrivelse fra det danske rige”.
Partiets første formand var Lars Chemnitz.
Partiet Atassut blev ved valget til Landstinget 2. juni 2009 Grønlands fjerdestørste parti med tre ud af Landstingets 31 mandater. Efterfølgende forlod et af partiets mandater partiet og tilsluttede sig Siumut.
Ved landstingsvalget 2014 fik partiet 6,5 % af stemmerne (1919 stemmer) og fik to mandater valgt i landstinget.
Knud Kristiansen blev valgt til formand ved generalforsamlingen den 27. september 2014. Gerhardt Petersen var formand før landstingsvalget 2009, men opnåede ikke genvalg.
Siverth K. Heilmann blev valgt som formand ved generalforsamlingen i Nuuk den 19. februar 2017. Daværende formand Knud Kristiansen forlod formandsposten og partiet den 9. januar 2017 og blev løsgænger.
Den nuværende formand Aqqalu Jerimiassen blev valgt ved generalforsamlingen i Nuuk den 9. november 2019. Daværende formand Siverth K. Heilmann genstillede ikke til formandsposten efter at have været formand for Atassut i 2 år.

### Folketingsrepræsentation
Attasut har været repræsenteret i Folketinget med to politikere gennem årene. Otto Steenholdt sad som folketingsmedlem fra 1977 til 1998, mens Ellen Kristensen repræsenterede partiet i Folketinget fra 1998 til 2001. Siden 2001 har Attasut ikke været repræsenteret i Folketinget.

## Organisation
Atassut er landsdækkende med 58 lokalafdelinger med hovedkontor i Nuuk. Partiets øverste myndighed er landsmødet, der samles hvert 4. år.

### Nuværende bestyrelse
- Formand: Aqqalu Jerimiassen
- Politisk næstformand: Bentiaraq Ottosen
- Organisatorisk næstformand: Nikolaj Rosing
- Forretningsudvalg:
  - Angutinnguaq Schmidt(Atassut ungdom formand)
  - Maritha Broberg
- Bestyrelsesmedlemmer:
  - Knud Kleemann
  - Hanne Heilmann
  - Arnannguak Jeremiassen

## Formænd
- 2019 - nu Aqqalu Jerimiassen [5]
- 2017 - 2019 Siverth K. Heilmann [6]
- 2017 Qulutannguaq Berthelsen, som fungerende formand
- 2014 - 2017 Knud Kristiansen[4]
- 2009 - 2014 Gerhardt Petersen
- 2005 - 2009 Finn Karlsen
- 2002 - 2005 Augusta Salling[7]
- 1993 - 2002 Daniel Skifte[8]
- 1989 - 1993 Konrad Steenholdt
- 1985 - 1989 Otto Steenholdt[9][10]
- 1979 - 1984 Lars Chemnitz[11]

## Valgresultater

### Inatsisartut
| År   | # af stemmer | % af stemmerne | # af valgte mandater | ±  |
| ---- | ------------ | -------------- | -------------------- | -- |
| 1979 | 7.688        | 41,7 (#2)      | 8 / 21               | Ny |
| 1983 | 11,443       | 46,6 (#1)      | 12 / 26              | 4  |
| 1984 | 9,873        | 43,8 (#2)      | 11 / 25              | 1  |
| 1987 | 10.044       | 40,1 (#1)      | 11 / 26              | 0  |
| 1991 | 7,536        | 30,1 (#2)      | 8 / 27               | -3 |
| 1995 | 7.674        | 30,1 (#2)      | 10 / 31              | 2  |
| 1999 | 7.100        | 25,2 (#2)      | 8 / 31               | 2  |
| 2002 | 5.845        | 20,9 (#3)      | 7 / 31               | 1  |
| 2005 | 5.527        | 19,1 (#4)      | 6 / 31               | 1  |
| 2009 | 3.094        | 10,9 (#4)      | 3 / 31               | 3  |
| 2013 | 2.454        | 8,1 (#3)       | 2 / 31               | 1  |
| 2014 | 1.919        | 6,5 (#5)       | 2 / 31               | 0  |
| 2018 | 1.730        | 5,9 (#5)       | 2 / 31               | 0  |
| 2021 | 1,879        | 7,0 (#5)       | 2 / 31               | 0  |
| 2025 | 2.092        | 7,4 (#5)       | 2 / 31               | 0  |

### Medlemmer af Inatsisartut i 2025
Efter parlamentsvalget i Grønland 2025 havde partiet følgende to medlemmer i Inatsisartut:
- Aqqalu Jerimiassen
- Bentiaraq Ottosen